# João Cosme da Cunha
João Cosme da Cunha (Lisbona, 20 ottobre 1715 – Évora, 31 gennaio 1783) è stato un cardinale e arcivescovo cattolico portoghese.

## Biografia
Nacque a Lisbona il 20 ottobre 1715 da  Manuel Carlos de Távora, conte di São Vicente, e di Isabel de Noronha.
Nel 1738 abbracciò la vita religiosa tra i Canonici regolari della Santa Croce.
Fu promosso all'episcopato su richiesta del re di Portogallo Giovanni V: nel 1746 fu consacrato vescovo titolare di Olimpo e coadiutore, con diritto di successione, di Leira. Divenne vescovo residenziale di Leiria pochi mesi dopo.
Per volere di Giuseppe I, nel 1760 fu trasferito alla sede metropolitana di Évora. Nel 1768 fu nominato inquisitore generale di Portogallo e Algarve.
Vicino al marchese di Pombal, di cui sostenne la politica antigesuitica, fu consigliere di Stato.
Papa Clemente XIV lo elevò al rango di cardinale nel concistoro del 6 agosto 1770.
Morì il 31 gennaio 1783 all'età di 67 anni.

## Genealogia episcopale e successione apostolica
La genealogia episcopale è:
- Cardinale Guillaume d'Estouteville, O.S.B.Clun.
- Papa Sisto IV
- Papa Giulio II
- Cardinale Raffaele Riario
- Papa Leone X
- Papa Clemente VII
- Cardinale Antonio Sanseverino, O.S.Io.Hier.
- Cardinale Giovanni Michele Saraceni
- Papa Pio V
- Cardinale Innico d'Avalos d'Aragona, O.S.Iacobi
- Cardinale Scipione Gonzaga
- Patriarca Fabio Biondi
- Papa Urbano VIII
- Cardinale Cosimo de Torres
- Cardinale Francesco Maria Brancaccio
- Vescovo Miguel Juan Balaguer Camarasa, O.S.Io.Hier.
- Papa Alessandro VII
- Cardinale Neri Corsini
- Vescovo Francesco Ravizza
- Cardinale Veríssimo de Lencastre
- Arcivescovo João de Sousa
- Vescovo Álvaro de Abranches e Noronha
- Cardinale Nuno da Cunha e Ataíde
- Cardinale Tomás de Almeida
- Cardinale João Cosme da Cunha, O.R.C.

La successione apostolica è:
- Vescovo Nicolau Joaquim Torel da Cunha Manuel (1771)
- Vescovo José de Jesus Maria Cayetano Carvalho, O.P. (1771)
- Arcivescovo Francisco da Assunção e Brito, O.E.S.A. (1773)
- Vescovo António Joaquim Torrão (1773)
- Vescovo José Joaquim Justiniano Mascarenhas Castello Branco (1774)
- Vescovo Tomaz da Encarnação da Costa e Lima, C.R.S.A. (1774)
- Vescovo António Freire Gameiro de Sousa (1774)
- Vescovo Francisco de Lemos de Faria Pereira Coutinho (1774)